# ママは小学4年生
『ママは小学4年生』（ママはしょうがくよねんせい）は、サンライズの制作で、1992年1月10日から同年12月25日にかけて、日本テレビで金曜日17:00-17:30に放映されたテレビアニメ。略称は『ママ4』（ママよん）。

## 概要
15年後の未来からやってきた自分の赤ちゃんを小学4年生の少女が育てるという、タイムパラドックスを設定としたホームドラマ。「天真爛漫な赤ん坊に振り回される子供たちと、その子供たちにさらに振り回される大人たち」というコメディタッチを基調にしつつ、親子の愛情や育児と仕事の両立などのテーマが織り込まれている。
サンライズが女児向けに制作した作品は、2012年の『アイカツ!』（テレビ東京系）が放送されるまで本作品のみであり、オリジナルアニメとしては2022年現在も唯一の女児向け作品となっている。
総監督の井内秀治は「どこにでもいそうな少女が、赤ちゃんという小さな命に触れることで色々なことを感じ、少しずつ成長する姿を描きたい」「『魔神英雄伝ワタル』の戦部ワタルのような男の子は戦いの中で成長していく。もしワタルが女の子だったら、母性的な部分を刺激されることで大人になっていくと思う。その辺を水木なつみ・島村いづみを通して、生活描写を中心にコメディとして作る」ことを制作上のメインテーマとした。
SF作品としての要素は薄いものの、1993年の日本SF大会で、第24回星雲賞メディア部門に選出された。
本作の放送時間帯である金曜17時枠はサンライズ制作枠であったが、本作をもって同枠での制作を終了している。
本作のオープニングストーリーボード（絵コンテ）は富野由悠季が担当した。
また、同名の漫画版がアニメ放映と時期を合わせて小学館刊『ぴょんぴょん』（中森衣都作、1992年1月号から10月号まで）・『小学四年生』（竹之内淳子作、1992年4月号から1993年1月号まで）で連載されていた。ストーリーは漫画版のオリジナル。『ぴょんぴょん』版の単行本は小学館「ちゃおフラワーコミックス」より全2巻で発刊された。

## あらすじ
1992年、水木なつみは夢が丘小学校に通う小学4年生の女の子。両親の都合でロンドンに引っ越すことになったが、急な都合で両親は先にロンドンに向かわなくてはならなくなり、なつみは1人で夜を過ごすことになる。雷が鳴る嵐の夜の中、震えながらリビングでテレビを見ていると、突然の激しい落雷とともにテレビの画面から赤ちゃんが現れる。慌て驚いているところに、一緒に現れたコンパクトから母親らしき人からの声がする。翌日再び聞こえてきたその声の話によると、彼女は15年後の2007年のなつみ自身であり、赤ちゃんは未来の自分が産んだ娘だというのだ。不思議な出来事だが、なつみは赤ちゃんに「みらい」と名付け、無事に未来に帰れる日まで、日本に残って育てることを決心する。こうして赤ちゃんと小さなママの成長ストーリーが始まった。
みらいが起こす騒動に振り回されるなつみだが、喧嘩仲間の山口大介や親友の森タマエと立花えり子、未来から来た育児アイテム、文句を言いながらも根は優しい島村いづみおばさんなどの助けもあって、経験のない育児の中でいろいろなことを学んでいく。
だがある日、週刊誌ライターに赤ちゃんの存在を嗅ぎ突かれてしまう。マスコミに「10歳のママ」として取り上げられ、なつみの周辺に危機が迫る。折しも自称天才科学者江地さんのタイムマシンが完成間近となり、タイムスリップが起こるのはクリスマスの夜であることが判明した。マスコミや周囲の大人たちの悪意の中、なつみたちはみらいを未来に返そうとする。

## 登場人物

### 主要人物
水木 なつみ（みずき なつみ）
声 - こおろぎさとみ
生年月日：10月25日 / 星座：蠍座 / 年齢：10才 / 身長：132cm / 体重：29kg / 血液型：B型 / 好きな食べ物：スパゲッティ / 嫌いな食べ物：生臭い物 / 得意科目：国語、体育 / 苦手な科目：特になし / 特技：一輪車、（育児）、プロレス技 / 苦手なもの：宿題（最近） / 趣味：ぬいぐるみ集め、料理
本作の主人公。夢が丘小学校に通う小学4年生の女の子。勉強はあまり好きではないが、絵が得意でスポーツ万能なクラスの人気者。快活で元気がよく、プロレス好きで同年代の男子をケンカで負かすなどのお転婆なところがある反面、一人っ子で育ったせいか、甘えん坊で寂しがりやの面もある。クラスメイトの龍一のことが気になっている。
みらい（未来から来た自分の赤ちゃん）を育てることになり、騒動に振り回される毎日を送るはめになるが、持ち前の元気と周りの助けで乗り切り、育児を通してさまざまなことを学び成長する。
最終回ではロンドンへ旅立ち、2年後には「同じ中学に帰ってくる」とタマエとえり子に約束した。
みらい
声 - 吉田理保子、伊藤美紀（10歳、ドラマCDのみの登場）
年齢：1才未満 / 身長：80cm / 体重：9kg / 血液型：B型 / 好きな食べ物：タマゴ、ミルク / 嫌いな食べ物：レバー / 特技：ボビーと穴掘り、犬の真似 / 癖：指をしゃぶる
15年後（2007年）の未来からタイムスリップしてきた、なつみと大介の（未来の）娘で、血液型はB型。うさ耳としっぽの付いたピンク色のカバーオール乳児服がトレードマークで、夏場は似たような半袖タイプの乳児服を着て、外出時にうさ耳帽子を被っていた。元気の良い好奇心旺盛な赤ちゃんで、あちこち動き回っては騒動を引き起こし、なつみたち周囲を振り回す。しかし、現在のなつみに育てられ、少しずつ成長する。
島村 いづみ（しまむら いづみ）
声 - 伊倉一寿
生年月日：9月2日 / 星座：乙女座 / 年齢：20才 / 身長：165cm / 体重：53kg / 血液型：O型 / 好きな食べ物：何でも好き（カップメン、スナック菓子、ビール） / 嫌いな食べ物：かっこつけたもの（だけど食べれれば何でもいい） / 特技：片腕立て伏せ、メガトンパンチ / 苦手なもの： 動物全般（特に犬）、赤ん坊（うるさいから）/ 癖：いきづまると、すぐパンチを出す / 趣味：プロレスを見ること
なつみの叔母。漫画家デビューを目指しながらアシスタントの仕事をしている。バイオレンス漫画を描いて売り込んでいるが、なつみには少女漫画の暖かい絵を描くほうが向いていると思われている。家賃滞納で前のアパートを追い出されて、姉家族のロンドン行きの間の留守番をする過程で姉の家に住むことになった。性格は乱暴で大雑把、家事全般は大の苦手で、犬と赤ん坊が大嫌い。自動車の運転はきわめて乱暴。また、男言葉が多い。自転車には子供の頃の思い出が原因でうまく乗ることができない。シリーズ開始当初は、なつみやみらいに子供じみた意地悪をするなど、大人とは思えない行動をとることが多かったが、彼女たちとの生活を通して、少しずつ頼りになる優しい叔母さんになる。対外的にはみらいの未婚の母ということになっている。
第47話でバイオレンス漫画から転向し、なつみやみらいをモデルに『チビっ子ママ』という作品を描いた。最終話ではこの作品によって新人賞を受賞し念願のデビューを果たす。本編終了後のドラマCDでは、大勢のアシスタントを抱える売れっ子漫画家となったことが、タマエとえり子の口から語られている。
ボビー
声 - 山崎たくみ
なつみの愛犬（オスのアイリッシュ・セッター）。まだ若いが少しとぼけたところがある。水木家のロンドン転勤の際、知り合いの家に預けられることになったが戻ってきた。犬嫌いのいづみには目の敵にされている。賢いこともあって、なつみやいづみにしばしばみらいの見張り番を押し付けられる。みらいのよき遊び相手となっているが、みらいの起こす騒動に巻き込まれてはひどい目にあっている。また、集めたものを土の中に埋める癖がある。15年後の未来でも生きて登場している。一度メス犬に惚れ、追いかけているうちに、どこかの町で迷子になり3日間帰ってこなかったことがある。
山口 大介（やまぐち だいすけ）
声 - 高乃麗（10歳）、柴本浩行（25歳）
生年月日：7月14日 / 星座：蟹座 / 年齢：10才 / 身長：135cm / 体重：32kg / 血液型：AB型 / 好きな食べ物：カレー / 嫌いな食べ物：こんにゃく、はんぺん / 得意科目：算数、理科、図工、体育 / 苦手な科目：国語 / 特技：BMX、サッカー、スケボー、メカ全般に強い / 苦手なもの：注射 / 趣味：TVゲーム、スケボー、ラジコン
なつみのクラスメイト。後ろに束ねた長髪と左耳のピアスが特徴的な男の子。しょっちゅうなつみのことをからかってはケンカしているが、なつみとみらいがピンチに陥ったときは必ず助けてくれるなど、いざという時には頼りになる存在（例として、なつみがみらいをほったらかしにした時彼女をひっぱたくなど）。放映当時では珍しかったノートパソコンを操作したり（使用しているノートパソコンはPower Mac Book S9000）、ビデオ映像の監督を務めたりと、多芸多才なところを見せる。実家は200年続く老舗の味噌屋「山口太郎左衛門商店」。2歳の時に両親が離婚し、生みの母親とは生き別れになっている。それでも継母である佐和子と、彼女の子である異母弟・大平とは仲が良い。髪留めと左耳のピアスは実母が残したものである。本編終了後のドラマCDでは同じく実母が残した髪飾りをなつみにあげている。口癖は「バッカみてぇ」、「ちくしょー」など。将来の夢は映画監督になること。
大介がみらいの父親であることは、オープニングや本編の中でほのめかされている（左耳のピアスなど）が、視聴者に明示されるのは最終話のエンディングテロップにおいてである。

### なつみの周りの人々

#### なつみのクラスメイトたち
タマエ、えり子、龍一、マリオ、英夫以外の生徒たちは、あまり目立たないことが多く（台詞が少なかったり、台詞がないなど）、第1話 - 第6話まではクレジットは男子生徒または女子生徒であった（ノンクレジットもあった）。ただし、第9話以降の話ではメインとして登場することが多くなった。
森 タマエ（もり タマエ）
声 - 丸尾知子
生年月日：12月1日 / 星座：射手座 / 年齢：10才 / 身長：129cm / 体重：32kg / 血液型：O型 / 好きな食べ物：中華まん / 嫌いな食べ物：フランス料理（ソースが嫌い） / 得意科目：なし… / 苦手な科目：体育 / 特技：料理 / 苦手なもの：なめくじ / 趣味：トランプ占い
なつみの幼馴染でクラスメイト。ぽっちゃりとした体型の女の子。なつみとえり子と仲良しで、いつも3人で一緒にいる。父親が中華料理屋を営んでいる。妹が3人いる。面倒見がよく、みらいのことを知ってからは、えり子と一緒になつみを助けてくれる。また、なつみのために、大きなせんべいを作ったこともある。えり子によると「怒るときすごいけど、次の日にケロッとしている」らしい。将来の夢はスチュワーデスになること。
立花 えり子（たちばな えりこ）
声 - 白鳥由里
生年月日：6月14日 / 星座：双子座 / 年齢：10才 / 身長：131cm / 体重：29kg / 血液型：A型 / 好きな食べ物：イチゴのショートケーキ / 嫌いな食べ物：ピーマン、ニンジン、セロリ / 得意科目：音楽 / 苦手な科目：理科、体育 / 特技：ピアノ / 苦手なもの：雷 / 趣味：乗馬
なつみの幼馴染でクラスメイト。タマエと仲良しである。物静かでおっとりしたお嬢様で、いささかズレたところがあるが、いざという時には芯の強いところを見せることもある。特技はピアノで学校の音楽会にも参加している。ウサギのぬいぐるみが宝物。将来の夢は海外青年協力隊になること。
深沢 龍一（ふかざわ りゅういち）
声 - 篠原あけみ
生年月日：4月5日 / 星座：牡羊座 / 年齢：10才 / 身長：135cm / 体重：31kg / 血液型：A型 / 好きな食べ物：ハンバーグステーキ / 嫌いな食べ物：かぼちゃ料理 / 得意科目：理科、社会 / 苦手な科目：音楽 / 特技：英会話、サッカー / 趣味：サッカー
なつみのクラスメイト。真面目な性格でクラスの委員長をつとめる。成績優秀、スポーツも得意で、なつみの憧れの人。将来は動物学者となりアフリカに行ってマウンテンゴリラの研究をすることを夢見ている。
マリオ・ヴィットーリ
声 - 金丸淳一
生年月日：7月18日 / 星座：蟹座 / 年齢：10才 / 身長：138cm / 体重：32kg  / 血液型：AB型 / 好きな食べ物：ピカタ / 嫌いな食べ物：クリームシチュー / 得意科目：体育 / 苦手な科目：国語 / 特技： サッカー、水泳、スポーツ全般/ 苦手なもの：ミルク / 趣味：ギター
なつみの家の隣に引っ越してきたイタリア人の転校生。なつみのクラスに転校早々女子たちの人気者となる。なつみを好きになり、あいさつ代わりと称していきなりキスをしてひっぱたかれた。その後もなつみにつれなくされてもめげずに積極的に言い寄っている。サッカーが得意で、チームのキャプテンで得点王だった大介をも勝負で圧倒している。ミルクアレルギーのため赤ちゃんが苦手で、みらいに近づくことができない。
花田 英夫（はなだ ひでお）
声 - 山口勝平
なつみの家の隣に住んでいるクラスメイト。几帳面な性格で勉強好き。特に科学に強い興味を示している。母親であるミドリの言うことには逆らえず、彼女に振り回されているところがある。シリーズ終盤では江地の助手として活躍した。
小野地 文夫（おのじ ふみお）
声 - 山崎たくみ、柏倉つとむ（第2話のみ）
なつみのクラスメイトで大介の悪友。性格はそそっかしくお調子者。褐色肌で丸顔の小柄な少年。丸と一緒にいることが多く、彼のボケ役である。また、彼をはじめ後の男子3人が大介の悪友であり、なつみをからかっては笑っていることが多い。将来の夢はF1レーサーになって優勝すること。
阿部野 丸（あべの まる）
声 - 沼田祐介
なつみのクラスメイトで大介の悪友。マイペースでややお人よしな性格。タレ目でパーマ頭の大柄な少年。文夫と一緒にいることが多く、彼のツッコミ役である。悪友の中で出番が多い。
戸々 祐介（とど ゆうすけ）
声 - 巻島直樹
なつみのクラスメイトで大介の悪友。口は悪いが心優しい性格で結構気が弱い。太った体型の少年でパレードでは、その肥満体にスーザフォンが引っかかってしまった。しかし、外見の割には足が速い。
本田 道元（ほんだ みちもと）
声 - 茶風林、坂東尚樹（第5話のみ）
なつみのクラスメイトで大介の悪友。性格はのんびり屋で、クラスの中で一番背が高い少年。他の男子と比べあまり目立たず、台詞も少ない。一度だけ、大介に名前で呼ばれた話があった。
猪熊 ナヲ（いのくま ナヲ）
声 - 松井貴子→鈴木明子（20話以降、現・ゆきじ）
なつみのクラスメイト。パーマで釣りあがった目の少女。クールでボーイッシュな性格。好みの男子はイケメン。
夢谷 紗利衣（ゆめや さりい）
声 - 林玉緒
なつみのクラスメイト。ツインテールの少女。性格はおっとりしている。なお、丸によると「お前の両親は学校の先生だろ？」らしく、そのためか海外へはいけない。彼女も将来、学校の先生になることを目指している。
有森 潮（ありもり うしお）
声 - ?→横山智佐（20話のみ）→大谷育江（25話以降）
なつみのクラスメイト。髪留めが特徴の女の子。さっぱりとした性格。
高島家 清子（たかしまや きよこ）
声 - ?→小桜エツ子（6話のみ）→柿沼紫乃（9話以降）
なつみのクラスメイト。メガネをかけたブレーン的な少女。性格はしっかり者。他の女子と比べて目立つ話が多い。妹がいる。
雪山 乙女（ゆきやま おとめ）
声 - 小山裕香→?
なつみのクラスメイト。黒のボブヘア。無口で無表情だが、なにかとはっきりさせるような性格を持った美少女で、ミステリアスなところも見せる。

#### その他
山口 大平（やまぐち だいへい）
声 - 林玉緒
大介の異母弟。年齢は1歳。母親は大介の父の後妻。大介に甘えていてよく彼について回っている。姪（みらい）にはいつも遊ばれていて、やや苦手にしている。
ジュリエッタ・ヴィットーリ
声 - 坂本千夏
生年月日：9月25日 / 星座：天秤座 / 年齢：4才 / 身長：110cm / 体重：19kg / 血液型：B型 / 好きな食べ物：ババロア / 嫌いな食べ物：タコ、えび / 特技：（日本語） / 苦手なもの：お化け屋敷 / 癖：物をじっと見つめてしまう / 趣味：宝物集め
マリオの妹。宝物を集めるのが好きで、みらいを人形のマリアと勘違いしている。大平を「ウーノ（イタリア語で「1」の意味）」と呼び、結婚したつもりでいるなど、少しおませなところがある。
高橋 ちぐさ（たかはし ちぐさ）
声 - 山崎和佳奈
なつみたちの学校の児童で6年生。映画監督の父親を持ち、本人もテレビに出演する有名な子役。気が強くわがままなところがあり、大介からは「チグザード」と呼ばれるが、ちぐさ本人は大介のビデオ映像やアドリブ演技を高く評価していた。
大川 博司（おおかわ ひろし）
声 - 茶風林
なつみたちのクラス4年2組の担任の男性教師。年齢は27歳の独身である。頼りないところはあるが生徒思いの先生で、なつみたちクラスの子供に慕われている。いづみと知り合い、彼女に好意を抱くようになる。一度、盲腸になり、病院へ運ばれたことがあった。
小野 つる（おの つる）
声 - 山田礼子
なつみたちの学校の夢が丘小学校の教頭。古風な衣装をした年配の女性教師。彼女の女学校時代の教え子だった校長先生の要請で第2学期から転任して来た。児童たちを愛し、常に筋を通そうとする良き教育者だが、規律に厳しく口やかましいところがあり、生徒には「オニヅル先生」とあだ名され恐れられる。いづみとはなつみやみらいをめぐって口論したこともあるが、最終話でいづみが週刊誌ライターの卑劣な言動に激怒して殴り飛ばした時は、「お見事です!」と言って彼女を賞賛した。
校長先生（こうちょうせんせい）
声 - 達依久子
夢が丘小学校の校長を務める女性教師。教頭の小野つる（オニヅル）先生は彼女の女学校時代の先生。大川先生が入院したとき、なつみのクラスの担任になったこともあった。いづみの入院で、なつみが学校でみらいを世話していたことが発覚したときは、オニヅルの性急な意見を退け、今後のみらいの処遇について学校の職員会議で決を採ることを提案した。その後、いづみの怪我が治ってからも、みらいに学校に来てほしいとして、なつみたちが学校で騒動を起こしたときは、優しく諭してそれを諦めさせている。
水木 るり子（みずき るりこ）
声 - 川島千代子
なつみの母でいづみの姉。結婚前はファッションデザイナーであったが、なつみが生まれた後は仕事を辞めている。シリーズ途中には、日本に残してきたなつみのことを心配し、ロンドンに連れて行くため帰国したこともある。最終話では飛行機の中で2番目の子供を妊娠したことをなつみに告げ、なつみを喜ばせた。
水木 浩三郎（みずき こうさぶろう）
声 - 田原アルノ
なつみの父。会社の都合でロンドンへ転勤することになった。劇中未登場の兄弟が10人いる。
水木 絹代（みずき きぬよ）
声 - 鈴木れい子
なつみの父方の祖母。田舎で作った野菜を水木家に持ってくることがある。11人の子供を育てたという育児の大ベテランで、赤ちゃんのことにも詳しい。なつみがみらいのことを自分の娘だと初めて（一緒に住んでいるいづみを除いては）打ち明けた人でもある。
島村 小春（みずき こはる）
声 - 竹口安芸子
なつみの祖母でるり子といづみの母。ブティックを経営していて海外を飛び回っている。活動的で気が強いが、いづみと同じく犬が大の苦手。
花田 ミドリ（はなだ ミドリ）
声 - 京田尚子
英夫の母。息子を溺愛しており、かなり過保護なところがある。ご町内のスピーカ的存在で、シリーズ序盤ではみらいが来てやかましくなった水木家の様子を探りに来たりもした。健康には自然食が一番というのが持論。
山口 佐和子（やまぐち さわこ）
声 - 島本須美
大介の継母で大平の母。和服姿の優しい女性で大介に慕われている。最終話ではみらいを育てたなつみを褒め、「きっとみらいちゃんは未来に帰れるわ」と言ってなつみを励ました。
山口 大作（やまぐち だいさく）
声 - 稲葉実
大介の父親。大作は佐和子を妻と慕っているが、大介が佐和子を「あんなの俺の母さんじゃない！」と言い放した時、殴り飛ばすなど父親らしく描かれている。
ジョバンニ & ソフィア・ヴィットーリ
声 - 掛川裕彦＆吉田理保子
マリオとジュリエッタの両親。日本好きを自称しているが、ご近所パーティの時にちょんまげのカツラをかぶったり妙なデザインの法被や浴衣を着るなど、勘違いしているところがある。
江地さん（えじさん）
声 - 永井一郎
夢が丘町郊外にある矢熊山の洋館に住んでいる自称天才科学者。鉄道ファンでC62をこよなく愛する。助手ロボットのツバメくんとともにタイムマシンをはじめ、さまざまな機械の製作にはげんでいる。シリーズ終盤では勝手に他人の土地に入り込み、実験に失敗して洋館を爆破してしまったことが発覚し、犯罪者として指名手配されてしまう。ほかにもなつみたちの学校の校舎にタイムマシンを突っ込ませ、壁に大穴をあけるなど、周囲の迷惑をかえりみない行動が多い。途中まで本編の流れとは関係のないキャラクターだったが、終盤はみらいのタイムスリップに欠かせない人物としてクローズアップされる。15年後の世界では、タイムマシンを作るために金を集めて逃げた詐欺師として有名になっている。
本編終了後のドラマCDでは、2017年の未来でも健在で、さらなるタイムマシンの研究・開発に成功していることが、未来から来たみらい（10歳）の口から語られている。
ツバメくん
声 - 巻島直樹
江地さんの助手ロボット。名前はツバメだが、外見は駅長の格好をしたペンギンで、鳴き声も「キーップ、キーップ！」である。矢熊山の化け物の正体でもあった。
横島 英二（よこしま えいじ）
声 - 大塚芳忠
ばぼび社が発行している週刊誌『週刊DUST（ダスト）』のライター。小学生が赤ちゃんを産んだというゴシップ記事を書き立ててマスコミを騒がせ、なつみたちを窮地に陥れる。名前通りの邪（よこしま）な人物。最終回でいづみに「俺は面白い記事を書く、あんたはこういう漫画を描けば売れるぜ」と笑い、彼女に殴られ気絶した。

## 登場アイテム
本作品では、みらいといっしょにタイムスリップしてきた未来の育児グッズが登場し、これらには現実の21世紀（2007年）では実現（あるいは実用化）していない科学技術が備わっている（22話で、1992年の時点ですでにミライ・コーポレーションにより試作品が造られていることがわかる）。説明書の類は無く、ストーリー進行に伴う偶然や試行錯誤によって徐々に機能が明らかになっていく。
コンパクト
15年後のみらいの父親（大介）が組み立てた。未来のなつみと通信することができる。通信は未来から行われる場合がほとんどで、現代から未来へと通信することは基本的にできない。また、みらいが泣き出したり、危険が迫ったりすると警報が鳴りだし、みらいのいる方向を音と光で教えてくれる上、鏡の部分には、現在のみらいの状態が3種類の表情パターン（笑い・泣きべそ・大泣き）のイラストで表示される。さらに鏡からは星形の光が飛び出し、一定の時間内、この光を浴びた物体の時間を止めることができる。中にある小型エネルギーユニットには、夢が丘の1年分に相当する電力が入っており、後にタイムマシンの動力源として用いられることになる。同年に同じタカラ（現タカラトミー）がメインスポンサーの『伝説の勇者ダ・ガーン』の第16話に、一瞬映っている。
ブローチ
コンパクトの子機。2個でセットとなっており、1つはみらいの胸に、もう1つは未来のなつみのもとにある。通信機能がついており、子機とコンパクトの間で会話ができる。また、お世話バッグのセンサーと連動して、みらいが欲しがっているものを探知することもできる。
ごきげんフルート
赤ん坊が泣き止む音楽（曲はブラームスの《子守歌》）を奏でる。そのため赤ん坊が泣いているときにしか音が出ない。
おせわバッグ
星形の形状をしたバッグ。上部についているハートマークのセンサーを引き出してブローチに当てると、赤ん坊の考えていることを読み取り、オムツやミルクといった必要なものを取り出してくれる。異常に頑丈で自動車にひかれても傷一つ付いていなかった。
オルゴール
未来からの育児グッズではなく、第1話でなつみのロンドン転校に大介からもらった贈り物。本作品のエンディングテーマ《この愛を未来へ》のメロディが流れ、みらいはこの曲を聴くとおとなしくなって寝てしまう。15年後の未来でも登場する。

## スタッフ
- 企画 - サンライズ
- 原作 - 矢立肇（掲載誌 - 『よいこ』、『幼稚園』、『小学四年生』、『ぴょんぴょん』〈小学館〉）
- キャラクターデザイン - 神村幸子
- 美術監督 - 西川淳一郎
- デザイン協力 - サブマリン、佐藤元
- 音楽 - 千住明、神林早人、加藤みちあき
- タイトル - マキ・プロ
- 現像 - 東京現像所
- 音響監督 - 浦上靖夫、小林克良
- 撮影監督 - 桶田一展
- 総監督 - 井内秀治
- プロデューサー - 前田伸一郎（日本テレビ）、佐川祐子（ASATSU）、指田英司（サンライズ）
- 色彩設定 - 長尾顕子、中山しほこ
- 企画・制作 - 日本テレビ
- 製作 - ASATSU（現・ADKエモーションズ）、サンライズ

## 主題歌
オープニングテーマ「愛を+ワン」
作詞 - 岩谷時子 / 作曲・編曲 - 樋口康雄 / 唄 - 益田宏美
エンディングテーマ「この愛を未来へ」
原曲 - モーツァルト作曲《ピアノソナタK.545》 / 作詞 - 岩谷時子 / 作曲・編曲 - 樋口康雄 / 唄 - 益田宏美

## 各話リスト
| 話数 | サブタイトル           | 脚本              | ストーリィボード | 演出       | 作画監督            | 放送日         |
| ---- | ---------------------- | ----------------- | ---------------- | ---------- | ------------------- | -------------- |
| 1    | 赤ちゃんが降ってきた！ | 中村修            | 井内秀治         | 近藤信宏   | 遠藤裕一            | 1992年 1月10日 |
| 2    | わたしがママなの？     | 中村修            | 青木康直         | 原田奈奈   | 青野厚司            | 1月17日        |
| 3    | みらいちゃんを隠せ！   | 渡辺誓子          | 加瀬充子         | 加瀬充子   | 西村誠芳            | 1月24日        |
| 4    | ママは赤ちゃん泥棒！   | 影山由美          | 高橋資祐         | 元永慶太郎 | 山田きさらか        | 1月31日        |
| 5    | みらいのパパはだれ？   | 中村修            | 加瀬充子         | 赤根和樹   | 中村旭良            | 2月7日         |
| 6    | フルートでごきげん！   | 影山由美          | 近藤信宏         | 山本裕介   | 遠藤裕一            | 2月14日        |
| 7    | そっちが出ていけ！     | 中弘子            | 山本裕介         | 原田奈奈   | 青野厚司            | 2月21日        |
| 8    | おばあちゃんてスゴイ！ | 中村修            | 加瀬充子         | 加瀬充子   | 西村誠芳            | 2月28日        |
| 9    | お兄ちゃんはつらいね！ | 影山由美 井内秀治 | 江上潔           | 元永慶太郎 | 山田きさらか        | 3月6日         |
| 10   | みらいちゃんが危ない！ | ひのくまりこう    | 赤根和樹         | 赤根和樹   | 中村明              | 3月13日        |
| 11   | お料理ではじめまして！ | 中弘子            | 近藤信宏         | 近藤信宏   | 遠藤裕一            | 3月20日        |
| 12   | タイムマシンで出発！   | 渡辺誓子 井内秀治 | 山本裕介         | 原田奈奈   | 山田きさらか        | 3月27日        |
| 13   | サーカスがやって来た！ | 山口亮太 井内秀治 | 加瀬充子         | 加瀬充子   | 西村誠芳            | 4月3日         |
| 14   | コンパクトのひみつ！   | ひのくまりこう    | 高橋資祐         | 元永慶太郎 | なかじまちゅうじ    | 4月10日        |
| 15   | わたしの夢ってなに？   | 中村修            | 赤根和樹         | 赤根和樹   | 青野厚司            | 4月17日        |
| 16   | お帰りなさい、ママ！   | 中弘子            | 近藤信宏         | 近藤信宏   | 新保卓郎 (中村プロ) | 4月24日        |
| 17   | ゴメンネみらいちゃん！ | 中弘子            | 近藤信宏         | 近藤信宏   | 遠藤裕一            | 5月1日         |
| 18   | クマさんと一緒！       | 影山由美          | 加瀬充子         | 加瀬充子   | 山田きさらか        | 5月8日         |
| 19   | 狙われたみらいちゃん   | 高橋良輔          | 高橋資祐         | 元永慶太郎 | なかじまちゅうじ    | 5月15日        |
| 20   | やります、ダイエット   | 中村修            | 井内秀治         | 原田奈奈   | 西村誠芳            | 5月22日        |
| 21   | ふしぎなバッグのなぞ   | 中弘子            | 赤根和樹         | 赤根和樹   | 青野厚司            | 5月29日        |
| 22   | 未来からきたお迎え     | 渡辺誓子          | 鈴木行           | 菱川直樹   | 新保卓郎            | 6月5日         |
| 23   | わたし、学校やめます！ | 影山由美          | 近藤信宏         | 近藤信宏   | 山田きさらか        | 6月12日        |
| 24   | 楽しいお泊りゴッコ     | 三宅直子          | 加瀬充子         | 加瀬充子   | 遠藤裕一            | 6月19日        |
| 25   | 転校生はチャオ？       | 中村修            | 鈴木行           | 鈴木行     | なかじまちゅうじ    | 6月26日        |
| 26   | パーティはもういや！   | 中弘子            | 赤根和樹         | 赤根和樹   | 西村誠芳            | 7月3日         |
| 27   | ママのママは春台風     | 三宅直子          | 井内秀治         | 原田奈奈   | 青野厚司            | 7月10日        |
| 28   | チビッ子天使の大冒険   | 影山由美          | 近藤信宏         | 近藤信宏   | 新保卓郎            | 7月17日        |
| 29   | プールでキッス？       | 渡辺誓子          | 加瀬充子         | 加瀬充子   | 山田きさらか        | 7月24日        |
| 30   | わんぱく戦争、始め！   | 荒木憲一          | 赤根和樹         | 赤根和樹   | 遠藤裕一            | 7月31日        |
| 31   | 鳥の子島は大さわぎ！   | 影山由美          | 鈴木行           | 鈴木行     | なかじまちゅうじ    | 8月7日         |
| 32   | オバさん夢のデビュー！ | 中弘子            | 原田奈奈         | 原田奈奈   | 青野厚司            | 8月14日        |
| 33   | おまじないでビックリ！ | 渡辺誓子          | 近藤信宏         | 近藤信宏   | 柳沢哲也 (中村プロ) | 8月21日        |
| 34   | 思い出ワクワク！       | 井内秀治          | 加瀬充子         | 加瀬充子   | 遠藤裕一            | 8月28日        |
| 35   | オニヅル先生登場！     | 三宅直子          | 赤根和樹         | 赤根和樹   | 遠藤裕一            | 9月4日         |
| 36   | みらいちゃんと学校へ！ | 中弘子            | 鈴木行           | 鈴木行     | 畑良子              | 9月11日        |
| 37   | みらいちゃん見つかる！ | 影山由美          | 高橋資祐         | 原田奈奈   | 山田きさらか        | 9月18日        |
| 38   | ママはいづみおばさん！ | 荒木憲一          | 近藤信宏         | 近藤信宏   | 柳沢哲也            | 9月25日        |
| 39   | お嬢様は大スター！     | 中弘子            | 加瀬充子         | 加瀬充子   | 青野厚司            | 10月2日        |
| 40   | 帰ってきた天才科学者   | 三宅直子          | 山本裕介         | 井上修     | 畑良子              | 10月9日        |
| 41   | みらいはアイドル？     | 荒木憲一          | 赤根和樹         | 赤根和樹   | 山田きさらか        | 10月16日       |
| 42   | ダブルデートでドキッ！ | 影山由美          | 渡辺信一郎       | 原田奈奈   | 遠藤裕一            | 10月23日       |
| 43   | なつみ、女優やります！ | 中弘子            | 近藤信宏         | 近藤信宏   | 柳沢哲也            | 10月30日       |
| 44   | これがわたしの旦那様？ | 渡辺誓子 井内秀治 | 井上修           | 井上修     | 畑良子              | 11月6日        |
| 45   | 怪盗みらいちゃん       | 荒木憲一          | 加瀬充子         | 加瀬充子   | 青野厚司            | 11月13日       |
| 46   | かあさんの詩           | 三宅直子          | 赤根和樹         | 赤根和樹   | 遠藤裕一            | 11月20日       |
| 47   | おばさんの大変身！     | 堀口茂 井内秀治   | 原田奈奈         | 原田奈奈   | 山田きさらか        | 11月27日       |
| 48   | 特ダネはみらいちゃん！ | 中弘子            | 山本裕介         | 山本裕介   | 畑良子              | 12月4日        |
| 49   | わたしがママです！     | 三宅直子          | 近藤信宏         | 近藤信宏   | 柳沢哲也            | 12月18日       |
| 50   | タイムスリップの朝     | 荒木憲一          | 加瀬充子         | 加瀬充子   | 青野厚司            | 12月18日       |
| 51   | さよなら みらいちゃん  | 井内秀治          | 赤根和樹         | 赤根和樹   | 遠藤裕一            | 12月25日       |

最終話の放映予定日は1992年12月25日であり、内容もこれに合わせたクリスマスのエピソードであった。ところが第49話を放送する予定だった12月11日に宮沢内閣改造が行われ報道特別番組が組まれたために番組が休止となり、日本テレビでは翌週の12月18日に17:30からのアニメ再放送枠をつなげ1時間枠のスペシャルとすることで第49・50話を連続放映して対応、他のネット局もこれに倣うか他の曜日のアニメ再放送枠に50話を放送することで調整、最終話は予定通り12月25日に放映した。

## 放送局
出典は個別に提示されているものを除き、1992年9月中旬 - 10月上旬時点のものを使用する。
| 放送地域       | 放送局         | 放送日時                                                                              | 放送系列                      | 備考                                                          |
| -------------- | -------------- | ------------------------------------------------------------------------------------- | ----------------------------- | ------------------------------------------------------------- |
| 関東広域圏     | 日本テレビ     | 金曜 17:00 - 17:30                                                                    | 日本テレビ系列                | 製作局                                                        |
| 山形県         | 山形放送       | 金曜 17:00 - 17:30                                                                    | 日本テレビ系列 テレビ朝日系列 |                                                               |
| 宮城県         | ミヤギテレビ   | 金曜 17:00 - 17:30                                                                    | 日本テレビ系列                |                                                               |
| 福島県         | 福島中央テレビ | 金曜 17:00 - 17:30                                                                    | 日本テレビ系列                |                                                               |
| 新潟県         | テレビ新潟     | 金曜 17:00 - 17:30                                                                    | 日本テレビ系列                |                                                               |
| 静岡県         | 静岡第一テレビ | 金曜 17:00 - 17:30                                                                    | 日本テレビ系列                |                                                               |
| 石川県         | テレビ金沢     | 金曜 17:00 - 17:30                                                                    | 日本テレビ系列                |                                                               |
| 中京広域圏     | 中京テレビ     | 金曜 17:00 - 17:30                                                                    | 日本テレビ系列                |                                                               |
| 広島県         | 広島テレビ     | 金曜 17:00 - 17:30                                                                    | 日本テレビ系列                |                                                               |
| 香川県・岡山県 | 西日本放送     | 金曜 17:00 - 17:30                                                                    | 日本テレビ系列                |                                                               |
| 福岡県         | 福岡放送       | 金曜 17:00 - 17:30                                                                    | 日本テレビ系列                |                                                               |
| 熊本県         | 熊本県民テレビ | 金曜 17:00 - 17:30                                                                    | 日本テレビ系列                |                                                               |
| 北海道         | 札幌テレビ     | 金曜 16:30 - 17:00（1992年1月17日 - 12月25日） → 火曜 10:00 - 10:30（1992年12月29日） | 日本テレビ系列                | [ 注 7 ]                                                      |
| 岩手県         | テレビ岩手     | 月曜 16:00 - 16:30                                                                    | 日本テレビ系列                | 1993年2月22日まで放送。後番組は『美少女戦士セーラームーン』。 |
| 長野県         | テレビ信州     | 月曜 17:00 - 17:30                                                                    | 日本テレビ系列                |                                                               |
| 近畿広域圏     | 読売テレビ     | 火曜 5:30 - 5:59                                                                      | 日本テレビ系列                |                                                               |
| 長崎県         | 長崎国際テレビ | 木曜 17:00 - 17:30                                                                    | 日本テレビ系列                |                                                               |
| 沖縄県         | 沖縄テレビ     | 月曜 17:30 - 18:00                                                                    | フジテレビ系列                |                                                               |
| 青森県         | 青森朝日放送   | 木曜 17:30 - 18:00                                                                    | テレビ朝日系列                | [ 注 8 ]                                                      |

山形放送以外のクロスネット局などの大半では放映されなかった。
1998年 - 1999年の間、独立局のTVkでも当初は平日夕方に、末期は平日午前中に移動して放送された。

## 関連商品・参考資料

### DVD
- 『ママは小学4年生 DVD-BOX Vol.1』バップ、2003年12月21日[23]
- 『ママは小学4年生 DVD-BOX Vol.2』バップ、2004年3月15日[24]

### CD
- 『ママは小学4年生〜音楽編〜』ビクターエンタテインメント、1992年5月21日

本編での使用曲を収録したサウンドトラック集。後に『マジカル頭脳パワー!!』でも使用されるなど他の番組でも流用されるようになる。
- CDシネマ『ママは小学4年生〜AFTER〜』ビクターエンタテインメント、1993年11月21日[25]

ドラマCD。本編終了後の次の夏、ロンドンから一時帰国したなつみのもとに、10歳になったみらいが未来からやってくるという内容。後半は『音楽編』未収録の曲を収録。

### 書籍
- 小説『テレビドラマシリーズ（15）ママは小学4年生』文：寺島優、絵：遠藤裕一、ポプラ社、1992年8月、ISBN 4-591-04166-2
- 『THIS IS ANIMATION Special ママは小学4年生―みらい絵日記―』小学館、1993年3月、ISBN 4-09-101573-5

作品の設定資料などを紹介したムック本。巻末には中森衣都による10歳のみらいが過去のなつみと出会うという漫画版の後日談が書き下ろしで掲載されている。
- 漫画『ママは小学4年生（1）』中森衣都、小学館、1993年8月、ISBN 4-09-135261-8
- 漫画『ママは小学4年生（2）』中森衣都、小学館、1993年10月、ISBN 4-09-135262-6

### テレホンカード

#### 非売品
- 《110-122780》 日本テレビ 番組宣伝テレホンカード
- 《ホワイト加刷》 SUNRISE '92

#### 市販品
- 《ホワイト加刷》 0992 MOVIC

### 文房具
- 1092 MOVIC ママは小学4年生 下敷き（一般販売用）

### ゲーム『サンライズ英雄譚』シリーズ
サンライズインタラクティブから発売。みらい役の吉田理保子は声優を引退しているため、声は付いていない。シリーズによっては『魔神英雄伝ワタル』と前番組『新世紀GPXサイバーフォーミュラ』と共演することがある。
- 『サンライズ英雄譚R』 PlayStation 2（2000年11月22日）

なつみ、みらいが登場。戦闘パイロットとして育成できない。
- 『サンライズ英雄譚2』PlayStation 2（2002年7月21日）

なつみ、みらいが登場。戦闘パイロットとして育成できない。
- 『SUNRISE WORLD WAR Fromサンライズ英雄譚』PlayStation 2（2003年9月25日）

なつみとみらいに加え、いづみと江地も登場。こちらはパイロットとして育成可能。